# Cyphostemma alnifolium
Cyphostemma alnifolium là một loài thực vật hai lá mầm trong họ Nho. Loài này được (Schweinf. ex Planch.) Desc. miêu tả khoa học đầu tiên năm 1967.